# Мамоново
Мамоново (на руски: Мамоново, на немски: Heiligenbeil) е град в Русия, разположен в градски окръг Мамоново, Калининградска област. Населението на града към 1 януари 2018 е 7953 души.

## Известни личности
Родени в Мамоново
- Георг Йохан Матарнови (1677 – 1719), архитект

Починали в Мамоново
- Карл Лудвиг фон Ингерслебен (1709 – 1781), генерал